# 小林・益川理論
小林・益川理論（こばやし・ますかわりろん）は、小林誠（京都大学、当時）と益川敏英（京都大学、当時）によって1973年に発表された理論である。

## 概要
両者は1973年に発表した論文の中で、もしクォークが3世代（6種類）以上存在し、クォークの質量項として世代間の混合を許すもっとも一般的なものを考えるならば、既にK中間子の崩壊の観測で確認されていたCP対称性の破れを理論的に説明できることを示した。
クォークの質量項に表れる世代間の混合を表す行列はカビボ・小林・益川行列（CKM行列）と呼ばれる。2世代の行列理論をN.カビボが1963年に提唱し、3世代混合の理論を1973年に小林・益川の両者が提唱した。
発表当時クォークはアップ、ダウン、ストレンジの3種類しか見つかっていなかったが、その後、1995年までに残りの3種類（チャーム、ボトム、トップ）の存在が実験で確認された。
KEKのBelle実験およびSLACのBaBar実験で、この理論の精密な検証が行われた。これらの実験により小林・益川理論の正しさが確かめられ、2008年、小林、益川両名にノーベル物理学賞が贈られた。